# Myrteta parallelaria
Myrteta parallelaria là một loài bướm đêm trong họ Geometridae.